# 20530 Johnayres
A 20530 Johnayres (ideiglenes jelöléssel 1999 RG55) a Naprendszer kisbolygóövében található aszteroida. A LINEAR projekt keretében fedezték fel 1999. szeptember 7-én.